# Ilka Gyselen
Ilka Gyselen (1981) is een Belgisch voormalig volleybalster.

## Levensloop
Gyselen begon met volleybal bij Volley Bredene en vervolgens VOG Oostende. Op het veertiende sloot ze aan bij Hermes Oostende. Met deze club maakte ze opgang van 2e provinciale naar eredivisie mee. Tevens was ze er aanvoerder. Later maakte ze de overstap naar Volley De Haan waar ze actief was als hoekspeler.
Van beroep is ze docent aardrijkskunde en wiskunde aan hogeschool KATHO-RENO te Torhout.
Haar ouders (Jean Gyselen en Christa Kurthen) waren eveneens actief in het volleybal.